# Божји мост
Божји мост (рум. Podul lui Dumnezeu) или Природни мост у Поноарелу (рум. Podul Natural de la Ponoarele) је природни камени мост тј. прераст која се налази у самом центру града Поноареле у округу Мехединци на западу Румуније. Прераст је висока 22 m, дугачка 30 m, широка 13 m, а дебела 9 m. Представља највећу прераст у Румунији и другу највећу у Европи. Јединствена је у свету јер је једина прераст која се користи за друмски саобраћај пошто преко ње пролази пут Дробета Турну Северин – Баја де Арама. Божји мост је настао урушавањем дела пећине Поноареле која и данас постоји недалеко од самог моста.
Постоји више легенда о настанку прерасти. Најпознатија легенда јесте легенда да је некада у пећини живео ђаво. Мештани у околини су се молили Богу да отера ђавола, што је Бог на крају и учинио. Бог је срушио део пећине тако да је остао природни мост који су људи назвали Божји мост, а ђаво је ипак успео да побегне на стену у близини коју мештани називају Ђавоља стена (рум. Stânca Dracului). Друга легенда каже да је Бог саградио мост како би Свети Никодим успео да стигне у Тисману и тамо подигне манастир. Постоји и легенда да је мост изградио Херкул како би ухватио Хидру.
Божји мост је данас веома посећена туристичка атракција у Румунији. У близини прерасти налази се пећина Поноареле (Пећина код моста) и два мања крашка језера, Велики и Мали Затон.